# آدیتی شارما
آدیتی شارما (انگلیسی: Aditi Sharma؛ زادهٔ ۲۴ اوت ۱۹۸۳) بک هنرپیشه اهل هند است.
از فیلم‌ها یا برنامه‌های تلویزیونی که وی در آن نقش داشته‌است می‌توان به سیاه و سفید، فصل، خانم‌ها علیه ریکی باهل، ام شنتی و مرد انگلیسی اشاره کرد.